# Goffertstadion
Goffertstadion – stadion piłkarski znajdujący się w mieście Nijmegen, w Holandii. Został oddany do użytku w 1939. Od tego czasu swoje mecze na tym obiekcie rozgrywa grający w Eredivisie zespół NEC Nijmegen. Po przebudowie stadionu w 1999 jego pojemność wynosi 12 500 miejsc.

## Bibliografia

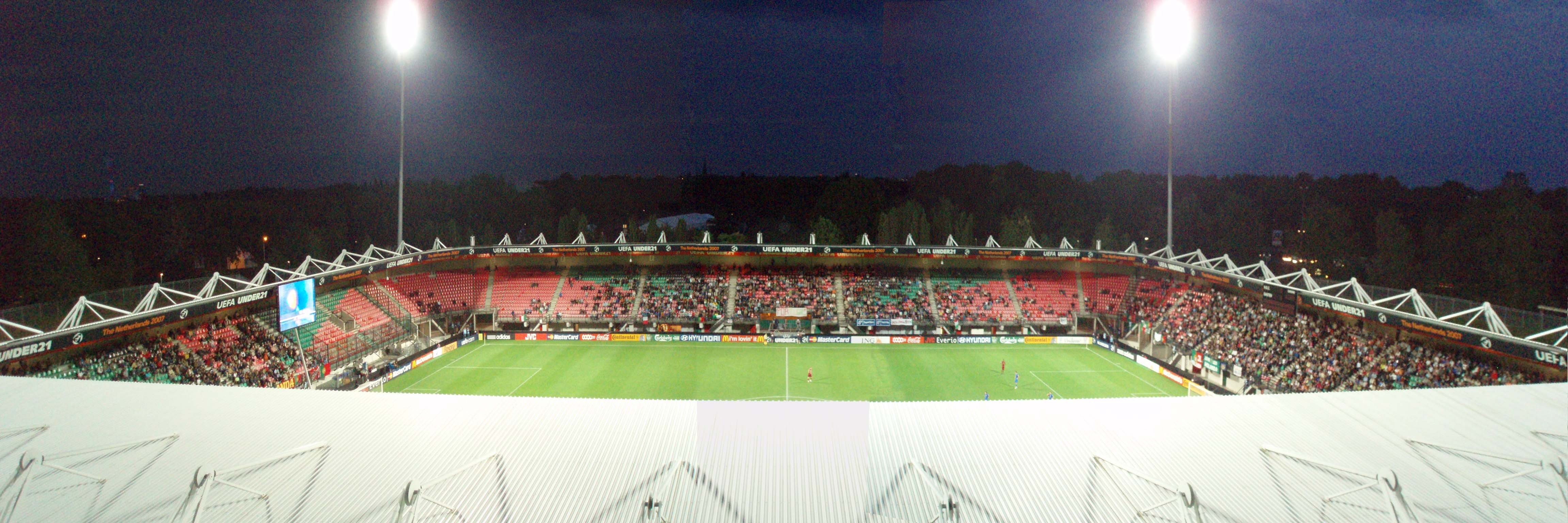